# NGC 7534
NGC 7534 је галаксија у сазвежђу Рибе која се налази на NGC листи објеката дубоког неба.
Деклинација објекта је - 2° 41' 58" а ректасцензија 23h 14m 26,5s. Привидна величина (магнитуда) објекта NGC 7534 износи 13,9 а фотографска магнитуда 14,5. NGC 7534 је још познат и под ознакама MCG -1-59-6, PGC 70781.